# 日経ビジネス
『日経ビジネス』（にっけいビジネス）とは、日経BPから発行されている経済・経営分野の話題を扱う週刊誌である。1969年9月創刊。当初は月刊だったが、翌1970年9月より隔週刊となり、1991年4月より週刊となった。
販売は基本的には定期購読契約による直送制を採っていて、取次店を通さず購読者へクロネコメール便で直送しているが、ビジネス関係に重点を置く書店、都心部の駅売店など実店舗でも若干取り扱いがある。
2024年1月から6月の平均発行部数は124,085部（日本ABC協会の調べ）。
ライバル誌として週刊東洋経済、週刊ダイヤモンド、プレジデント、週刊エコノミストがあるが、多くのビジネス誌が右綴じ（本文は縦書き）に対し、本誌では左綴じ（本文は横書き）を採用している。

## 内容構成
時流超流 News & Trends
ビジネスの最前線で起こっている事柄を紹介
- 深層 - 大きな話題となった事件・出来事に対して、さらに掘り下げた分析を加えて解説
- 株価が語る - 上場企業の株価・業績から、その企業の強み・課題を考察し、今後の経営戦略・株価展望を紹介
- 景気深読み - 経済分野の専門家が経済指標を分析し、今後の経済見通しを述べる
- 売れ筋探偵団 - 人気を呼んでいる商品・サービスを紹介し、その人気の理由を分析

特集
本誌のメイン記事。その時点での政治・経済情勢に関連した話題を取り上げる（表紙の写真は特集と関連付けられている）。
- 特集
- 第2特集

企業
- 戦略フォーカス - 特徴的な経営戦略を行っている企業を紹介
- 小さなトップランナー - 中小企業の中でも大手企業に負けない製造・販売などの技術を持ち、シェアの高い企業をピックアップ

フィーチャー
- 技術フロンティア - 注目されている新技術を紹介

人
経済界で注目される人物に対するインタビュー記事
- 有訓無訓 - 企業・団体のトップが、これまでの仕事や人生から得た名言を紹介
- ひと劇場
- 編集長インタビュー
- 敗軍の将、兵を語る - 企業の不祥事や経営悪化などで引責辞任した元トップの失敗談（1976年10月から30年以上続いている長寿企画で、スポーツマンや政治家などが登場することもある）

世界鳥瞰 On The Globe
- 海外特約 - ウォールストリート・ジャーナル、ビジネスウィーク、フィナンシャル・タイムズ、zh:財経など、海外のビジネス誌と提携して、アメリカ・中国・EU圏内で起こっている経済界の動きを紹介

パーソナルライフ
- 心と体 - ビジネスパーソン向けの健康情報
- お金の学校 - 家計・消費生活・社会保障などに関するアドバイス
- 投資のツボ - 証券投資に関する基礎知識・注意点・豆知識を紹介
- 本 - ビジネスパーソンに有意義な書籍を紹介

オピニオン
- ビジネス世論 - 定期購読者限定のWeb・メールサービス「NBonline プレミアム」で募集した世論調査の結果を紹介
- 往復書簡 - 読者からの意見、執筆者の編集後記
- 終わらない話 - 経営者やスポーツの指導者が、自らの経験に基づいた価値観や行動指針を披露

## 部数推移
|            | 紙        | デジタル |
| ---------- | --------- | -------- |
| 2017年上期 |           |          |
| 2017年下期 | 177,024部 |          |
| 2018年上期 |           |          |
| 2018年下期 |           |          |
| 2019年上期 |           |          |
| 2019年下期 |           |          |
| 2020年上期 |           |          |
| 2020年下期 | 150,750部 | 50,374   |
| 2021年上期 | 148,603部 | 52,766   |
| 2021年下期 |           |          |
| 2022年上期 |           |          |
| 2022年下期 |           |          |
| 2023年上期 | 151,765部 | 60,670   |
| 2023年下期 | 141,229部 | 57,940   |
| 2024年上期 | 124,085部 | 57,134   |

## 日経ビジネスアソシエ（Associé）
若いビジネスパーソンを対象にした日経ビジネスの兄弟誌で、経済情勢よりスキルアップを扱った記事に主眼がおかれていた（毎月10日発売）。2002年4月に創刊。「創刊号（2002年5月号）」の第1特集のタイトルは「問題会社で輝く人　優良会社で仕事を失くす人」。書店やコンビニでの販売が中心だった（直送制との併用）。2018年8月10日発売の「2018年9月号」（第1特集:「2025年大予測 『気が重い未来』の明るい歩き方」）をもって休刊した。

## 日経ビジネスオンライン
『日経ビジネスオンライン』は日経BP社が運営するウェブマガジンである。『日経ビジネスオンライン』は会員制をとっており、無料で会員登録が可能である。会員となったユーザーには、登録した電子メールアドレスに無料のメールマガジンが送信される。コンテンツはウェブブラウザからも閲覧できる。また、有料会員限定のコンテンツもある。
コンテンツの人気は『日経ビジネスオンライン』誌上の「アクセスランキング」のページにて確認することができる。ランキングは「現在」・「昨日」・「週間」・「月間」・「1年前」などを確認することができる。

## 注目を集めた記事・スクープ
- 東芝不正会計事件において、原子炉関連を請け負う、東芝の子会社ウェスチングハウス・エレクトリック・カンパニーの巨額減損を、2015年（平成27年）11月12日にスクープし[2]、東芝もプレスリリースで事実を認めた[3]。

## 批判を受けた記事・不祥事
- 『広報IRインテリジェンス』によれば、本誌の連載「敗軍の将、兵を語る」という企画はそのままでは取材に応じて貰えないケースが多いため、トップインタビューを行った後本当の目的を明かし「当コーナーに掲載させていただきます」と通告していると言う。そのため「えげつない騙まし討ち取材」をしているという批判がある[4][注釈 1]。